# Jean d’Orléans-Longueville
Jean d‘Orléans-Longueville (* postum nach dem 26. April 1492 in Parthenay; † 24. September 1533 in Tarascon) war ein französischer Kardinal und wurde Cardinal de Longueville genannt.

## Leben
Jean d’Orléans-Longueville war der dritte Sohn von François I. d’Orléans-Longueville († 25. November 1491), Comte de Dunois, Duc de Longueville, und Agnes von Savoyen. Er war ein Verwandter der französischen Könige Ludwig XI. und Ludwig XII., letzterer sorgte für seine Ausbildung. Seine älteren Brüder waren François II. d’Orléans-Longueville und Louis I. d’Orléans-Longueville.
Als jüngerer Sohn wurde Jean d’Orléans-Longueville für eine Laufbahn in der Kirche bestimmt, die er als Kleriker an der Kathedrale von Chartres begann.
Nach dem Tod von Hector de Bourbon, Erzbischof von Toulouse, Ende 1502 ließ Ludwig XII. Jean d'Orléans-Longueville zu dessen Nachfolger wählen. Er leistete den Amtseid am 17. März 1503, Antoine de La Haye-Passavant, Abt von Saint-Denis, wurde am 25. November 1503 zu seinem Koadjutor oder Generalvikar ernannt.
Am 25. Mai 1516 wurde er zum Diakon geweiht, am 15. Juni 1516 zum Priester. Die Erzbischofsweihe folgte am 26. April 1517 in der Kirche Sainte-Geneviève in Paris durch den Kardinal Philippe de Luxembourg, Bischof von Le Mans, dem Étienne Poncher, Bischof von Paris, und Jean Le Veneur, Bischof von Lisieux, der spätere Kardinal, assistierten.
Am 26. März 1520 wurde er zum Kommendatarabt von Le Bec ernannt, er nahm die Abtei am 8. April 1520 in Besitz. Am 13. Juni 1521 erhielt (mit Dispens des Papstes Leo X.) die Erlaubnis, die Diözesen Toulouse und Orléans parallel zu führen. Am 26. Juni 1521 wurde er zum Bischof von Orléans ernannt.
Papst Clemens VII. ernannte ihn auf Veranlassung von König Franz I. auf dem Konsistorium vom 21. Februar 1533 zum Kardinal; am 3. März erhielt er den Kardinalshut und die Ernennung zum Kardinalpriester von Santi Silvestro e Martino ai Monti.
Als Kardinal nahm er am Lit de justice teil, das Franz I. am 8. August 1533 im Parlement de Toulouse abhielt. Von dort aus trat er eine Reise nach Marseille an, um als Zeuge an der Eheschließung von Henri de Valois, Duc d’Orléans und Caterina de’ Medici, die von Clemens VII. durchgeführt wurde, teilzunehmen; er starb unterwegs in Tarascon in seinem 42. Lebensjahr.